# Brevet d'initiation à la mer
 (avril 2023).
La mise en forme du texte ne suit pas les recommandations de Wikipédia : il faut le « wikifier ».
Les points d'amélioration suivants sont les cas les plus fréquents :
- Les titres sont pré-formatés par le logiciel. Ils ne sont ni en capitales, ni en gras.
- Le texte ne doit pas être écrit en capitales (les noms de famille non plus), ni en gras, ni en italique, ni en « petit »…
- Le gras n'est utilisé que pour surligner le titre de l'article dans l'introduction, une seule fois.
- L'italique est rarement utilisé : mots en langue étrangère, titres d'œuvres, noms de bateaux, etc.
- Les citations ne sont pas en italique mais en corps de texte normal. Elles sont entourées par des guillemets français : « et ».
- Les listes à puces sont à éviter, des paragraphes rédigés étant largement préférés. Les tableaux sont à réserver à la présentation de données structurées (résultats, etc.).
- Les appels de note de bas de page (petits chiffres en exposant, introduits par l'outil «  Source ») sont à placer entre la fin de phrase et le point final[comme ça].
- Les liens internes (vers d'autres articles de Wikipédia) sont à choisir avec parcimonie. Créez des liens vers des articles approfondissant le sujet. Les termes génériques sans rapport avec le sujet sont à éviter, ainsi que les répétitions de liens vers un même terme.
- Les liens externes sont à placer uniquement dans une section « Liens externes », à la fin de l'article. Ces liens sont à choisir avec parcimonie suivant les règles définies. Si un lien sert de source à l'article, son insertion dans le texte est à faire par les notes de bas de page.
- La présentation des références doit suivre les conventions bibliographiques. Il est recommandé d'utiliser les modèles {{Ouvrage}}, {{Chapitre}}, {{Article}}, {{Lien web}} et/ou {{Bibliographie}}. Le mode d'édition visuel peut mettre en forme automatiquement les références.
- Insérer une infobox (cadre d'informations à droite) n'est pas obligatoire pour parachever la mise en page.

Pour une aide détaillée, merci de consulter Aide:Wikification.
Si vous pensez que ces points ont été résolus, vous pouvez retirer ce bandeau et améliorer la mise en forme d'un autre article.
 (avril 2023).
Le Brevet d'Initiation à la Mer (BIMer) est un diplôme français qui s'acquiert à l'issue de la poursuite d'un enseignement dispensé pendant un ans et après la réussite de l'examen. Il assure les bases d'une culture générale dans le domaine maritime. Ce diplôme est délivré conjointement par le Ministère de l'Éducation Nationale, de la Jeunesse et des Sports, le Ministère des Armées, et le Ministère de la Mer.
Il a pour équivalent le Brevet d'Initiation Aéronautique (BIA).

## Historique
Le diplôme du Brevet d'Initiation à la Mer a été dans un premier temps conçu et expérimenté en 2018, à l’initiative du Campus des Métiers et des Qualifications (CMQ) de Bretagne dans un travail collectif avec la DIRM NAMO (Direction Interrégionale de la Mer Nord Atlantique Manche Ouest), mais aussi avec l’académie de Rennes et la région Bretagne. L'idée de la création d'un diplôme consacré à la mer, sur le modèle du Brevet d'Initiation Aéronautique, a été portée par le lycée Vauban de Brest.
Sa création a été officialisée en 2020 par le Ministère de l'Education Nationale, de la Jeunesse et des Sports, le Ministère des Armées et le Ministère de la Mer.

## Formation
La formation est dispensée à titre optionnel au sein des établissements du second degré, à partir de la troisième par un enseignant titulaire du Certificat d'Aptitude à l'Enseignement d'Initiation à la Mer. Tout élève de collège, de lycée ou étudiant de l'enseignement supérieur dans un lycée (notamment en CPGE ou en BTS) peut suivre cet enseignement dans un établissement public ou privé sous contrat le préparant. Les cours s'étalent de septembre à mai, à hauteur de 40 heures minimales. Au cours de la formation, les élèves peuvent être amenées à organiser des visites ou des sorties en mer, ce qui demeure à la discrétion de l'enseignant.
Par opposition au BIA que peuvent également présenter les "candidats libres", la formation et l'examen ne sont ouverts qu'aux candidats scolaires, inscrits par leur établissement.

## Examen

### Déroulement
L'examen du BIMer est constitué d'une épreuve obligatoire écrite d'une durée de deux heures. Elle se déroule en règle générale à la fin du mois de mai, sous la forme d'un questionnaire à choix unique composé de 60 questions qui portent sur cinq thèmes :
- description, construction ;
- flottabilité - stabilité - sécurité du flotteur ;
- mer et météorologie ;
- navigation, réglementation et sécurité ;
- les espaces maritimes, le milieu marin et leurs enjeux associés.

Cette épreuve comprend obligatoirement une partie qui porte sur les connaissances en anglais des termes scientifiques et techniques, puisque l'anglais est la langue internationale de la navigation maritime. Néanmoins, les questions d'anglais sont minoritaires de manière à obtenir le diplôme sans obtenir de point à la partie portant sur l'anglais.

### Obtention du diplôme
L'épreuve est notée sur 20 points, dont 6 points peuvent porter sur des connaissances en anglais. Le diplôme est délivré à partir de l'obtention de la moyenne, et l'obtention de points supplémentaires attribue des mentions selon son niveau : 
- Si la note obtenue est au moins égale à 10, la mention "Débutant" est délivrée ;
- Si la note obtenue est au moins égale à 13 et inférieure à 16, la mention "Maîtrise" est délivrée ;
- Si la note obtenue est au moins égale à 16 et inférieure à 19, la mention "Avancé" est délivrée ;
- Si la note obtenue est au moins égale à 19, la mention "Expert" est délivrée.

L'absence non justifiée du candidat est sanctionnée par la note "zéro". 